# The Cardigans
The Cardigans er et svensk poprock-band, der blev dannet i Jönköping, Sverige, i 1992 af guitarist Peter Svensson, bassist Magnus Sveningsson, trommeslager Bengt Lagerberg, keyboardspiller Lars-Olof Johansson og forsanger Nina Persson. Fra 2012, efter en periode på pause, har Oskar Humlebo spillet guitar i stedet for Svensson.
Deres debutalbum Emmerdale (1994) gav dem et gennembrud i hjemlandet og også en vis grad af succes i udlandet, særligt i Japan. Deres andet album Life (1995) sikrede dem et egentligt internationalt gennembrud. Deres popularitet steg med singlen "Lovefool", fra albummet First Band on the Moon (1996), og nummeret blev også brugt på soundtracket til filmen Romeo + Julie (1996). Andre singler inkluderer "Erase/Rewind" og "My Favourite Game" fra albummet Gran Turismo (1998). Efter at have være sat på pause i to år vendte gruppen tilbage til at indspille, og de udgav deres femte album Long Gone Before Daylight (2003), der var mere country-inspireret album. Deres seneste album er Super Extra Gravity (2005). Efter en turné i 2006 havde gruppen en pause på fem år, før de blev genforenet i 2012 for at spille koncerter igen.
The Cardigans har solgt over 15 millioner albums på verdensplan.

## Medlemmer
- Lars-Olof Johansson: keyboard, klaver, guitar
- Bengt Lagerberg: trommer, percussion
- Nina Persson: forsanger, keyboard
- Magnus Sveningsson: bas, vokal
- Peter Svensson: guitar, vokal

## Diskografi
- Emmerdale (1994)
- Life (1995)
- First Band on the Moon (1996)
- Gran Turismo (1998)
- Long Gone Before Daylight (2003)
- Super Extra Gravity (2005)